# Jesús Bátiz
Jesús Antonio Bernárdez Bátiz (Tela, Atlántida, Honduras; 14 de junio de 1999) es un futbolista hondureño. Juega de delantero y su equipo actual es el C. S. Cartaginés de la Primera División de Costa Rica.

## Estadísticas

### Clubes
| Club                               | Div.          | Temporada     | Liga  | Liga  | Copas nacionales | Copas nacionales | Copas internacionales | Copas internacionales | Total | Total | Media goleadora |
| Club                               | Div.          | Temporada     | Part. | Goles | Part.            | Goles            | Part.                 | Goles                 | Part. | Goles | Media goleadora |
| ---------------------------------- | ------------- | ------------- | ----- | ----- | ---------------- | ---------------- | --------------------- | --------------------- | ----- | ----- | --------------- |
| Aiolikos F. C. · Grecia            | 3.ª           | 2019-20       | 1     | 0     | —                | —                | —                     | —                     | 1     | 0     | 0               |
| Aiolikos F. C. · Grecia            | Total club    | Total club    | 1     | 0     | 0                | 0                | 0                     | 0                     | 1     | 0     | 0               |
| New Amsterdam F. C. Estados Unidos | 3.ª           | 2021          | 18    | 2     | —                | —                | —                     | —                     | 18    | 2     | 0               |
| New Amsterdam F. C. Estados Unidos | Total club    | Total club    | 18    | 2     | 0                | 0                | 0                     | 0                     | 18    | 2     | 0               |
| Rochester F. C. Estados Unidos     | 3.ª           | 2022          | 25    | 4     | 3                | 1                | —                     | —                     | 28    | 5     | 0.18            |
| Rochester F. C. Estados Unidos     | Total club    | Total club    | 25    | 4     | 3                | 1                | 0                     | 0                     | 28    | 5     | 0.18            |
| Toronto F. C. II · Canadá          | 3.ª           | 2023          | 27    | 8     | —                | —                | —                     | —                     | 27    | 8     | 0.3             |
| Toronto F. C. II · Canadá          | 3.ª           | 2024          | 22    | 4     | —                | —                | —                     | —                     | 40    | 7     | 0.18            |
| Toronto F. C. II · Canadá          | Total club    | Total club    | 49    | 12    | 0                | 0                | 3                     | 0                     | 49    | 12    | 0.24            |
| Toronto F. C. · Canadá             | 1.ª           | 2023          | 2     | 0     | 1                | 0                | —                     | —                     | 3     | 0     | 0               |
| Toronto F. C. · Canadá             | 1.ª           | 2024          | 0     | 0     | 1                | 0                | —                     | —                     | 1     | 0     | 0               |
| Toronto F. C. · Canadá             | Total club    | Total club    | 2     | 0     | 2                | 0                | 3                     | 0                     | 4     | 0     | 0               |
| C. S. Cartaginés · Costa Rica      | 1.ª           | 2024-25       | 16    | 1     | —                | —                | —                     | —                     | 16    | 1     | 0.06            |
| C. S. Cartaginés · Costa Rica      | Total club    | Total club    | 16    | 1     | 0                | 0                | 0                     | 0                     | 16    | 1     | 0.06            |
| Total carrera                      | Total carrera | Total carrera | 110   | 19    | 5                | 1                | 0                     | 0                     | 115   | 20    | 0.17            |